# Torcy-le-Petit, Aube
Torcy-le-Petit är en kommun i departementet Aube i regionen Grand Est (tidigare regionen Champagne-Ardenne) i nordöstra Frankrike. Kommunen ligger  i kantonen Arcis-sur-Aube som ligger i arrondissementet Troyes. År 2022 hade Torcy-le-Petit 72 invånare.

## Befolkningsutveckling
Antalet invånare i kommunen Torcy-le-Petit
Referens: INSEE